# Mesochorus peruvianus
Mesochorus peruvianus là một loài tò vò trong họ Ichneumonidae.